# داينغ لايت
داينغ لايت (بالإنجليزية: Dying Light)‏ هي لعبة تصويب منظور الشخص الأول ورعب البقاء، صدرت في يناير 2015، من إنتاج شركة وارنر برذرز انترأكتيف وبتطوير من شركة تيكلاند البولندية.

## موجز
يأخذ اللاعب دور «كايل كرين» عميل سري يتم إرساله لاختراق منطقة الحجر الصحي في مدينة حران في تركيا وتبدأ المغامرة من هناك حيث يقفز كرين من الطائرة بالمظلة وتعلق مظلته بمبنى، ثم يسقط، ويأتي شخصين لمساعدته ثم يموت الرجل وتبقى الفتاة وأصبح منذ ذلك اليوم مدينًا لهم، ويذهب إلى مكان يسمى البرج وتكون هناك بداية قصة ملحمية حيث أن كرين يصبح لديه حياة مزدوجة كعميل وكرجل مساعد في البرج.